# Edinburgh Cup 1977
L'Edinburgh Cup 1977 è stato un torneo di tennis giocato sull'erba. È stata la 5ª edizione del torneo, che fa parte dei Tornei di tennis femminili indipendenti nel 1977. Si è giocato ad Edimburgo in Gran Bretagna, dal 13 al 19 giugno 1977.

## Campionesse

### Singolare
Martina Navrátilová ha battuto in finale  Kristien Kemmer Shaw con il punteggio di 2–6, 9–8, 7–5

### Doppio
Julie Anthony /  Betsy Nagelsen hanno battuto in finale  Carrie Meyer /  Renáta Tomanová con il punteggio di 6–1, 3–6, 6–1